# Lappach
Lappach (Italiaans: Lappago) is een plaats (frazione) in de gemeente Mühlwald in de Italiaanse provincie Zuid-Tirol. De dorpskern ligt op 1436 meter hoogte in het Mühlwalder Tal, op een puinhelling. Een groot deel van Lappach kenmerkt zich door verspreide bebouwing in kleinere kernen als Unterlappach, Oberlappach en Zösen auf Höhen.

## Etymologie
De naam Lappach is afkomstig van het woord Laub ('loof') en betekent zoveel als 'plaats met veel loof'.

## Geschiedenis
De eerste vermelding van de streek dateert uit 1225 als een oorkonde de schenking van drie hofsteden bij Cesem (het dal van Zösen) benoemt aan Heinrich von Taufers, bisschop van Brixen. In 1296 verschijnt de naam Lappach op een lijst van het klooster Sonnenburg en wordt daar als Levpach en Laupach geschreven.
De kerk Sand Agnesenkirche wordt in 1426 voor het eerst genoemd. In 1480 werd de kerk verbouwd. Omdat de kerk te klein was geworden voor het aantal inwoners, werd deze van 1812 tot 1815 verbouwd en vergroot. In 1819 werd dit vernieuwde kerkgebouw ingewijd.
In 1840 kende Lappach 458 inwoners, verspreid over 52 huizen. In 1872 werd een school opgericht. Tot 1926 was Lappach een zelfstandige gemeente, maar daarna werd het een frazione binnen de gemeente Mühlwald.
Van 1960 tot 1964 werd ten noorden van Lappach een stuwmeer aangelegd, de Neves-Stausee (Lago di Neves). Veel bewoners van Lappach vonden werk bij de bouwwerkzaamheden.
Sinds de jaren 70 is het toerisme in Lappach opgekomen. Een groot deel van de bevolking werkt echter in andere plaatsen om in zijn levensonderhoud te kunnen voorzien.